# Мечеть Молли Мустафи-паші
Мече́ть Молли́ Мустафи́-паші́ (тур. Molla Mustafa Paşa Camii), також відома як Мече́ть Бюрюнджюклю́ Молли́ Мустафи́-паші́ (тур. Bürüncüklü Molla Mustafa Paşa Camii), — мечеть у центрі міста Едірне, Туреччина, збудована благодійником Ісмаїл-агою з ремісників, що займалися виготовленням тканини бюрюмджюк.
Точна дата будівництва мечеті невідома. З напису над дверима мечеті відомо, що вона ремонтувалася у 1834 році. У 1913 році мечеть була перебудована. Мечеть, збудована у просторому дворі, має квадратний план та дерев'яний дах; у 1959 році її відремонтували мешканці району.
Шейх Мехмет Ефенді з тарикату Бухарі похований перед міхрабом мечеті, а хаттат імамзаде Алі-оглу Сеїд Мехмет Ефенді — перед вікном, що виходить на вулицю. Мінарет мечеті розташований у західному куті.